# MAN T4
MAN T4 – oznaczenie tramwaju produkowanego w latach 1955-1960 przez zakłady tramwajowe MAN AG.

## Konstrukcja
Jest to 4-osiowy wagon silnikowy, wyposażony w dwoje dwuskrzydłowych drzwi, oraz jedne pojedyncze przy kabinie motorniczego. Pudło opiera się na dwóch dwuosiowych wózkach. Tramwaj jest napędzany przez dwa silniki. Początkowo wagony posiadały pantografy nożycowe, później montowano już nowsze pantografy typu OTK-1. Drzwi otwiera się za pomocą przycisków. Do wagonów produkowane były także doczepy typu MAN B4.

## Eksploatacja
24 tramwaje i 23 doczepy zostały w latach 1989–90 podarowane przez miasto Norymbergę dla przedsiębiorstwa komunikacji w Krakowie, w 1993 roku doszły jeszcze trzy wagony T4 i dwa B4. 